# 延展纪
延展纪（Ectasian，符号MP2）是地质时代中的一个纪，开始于同位素年龄1400±0百万年(Ma)，结束于1200±0Ma。
延展纪期间出现有性生殖。
延展纪属于前寒武纪元古宙中元古代；延展纪的上一纪为蓋層紀，下一纪为狹帶紀。

## 外部連結
- 地質資料庫 - 延展纪 （页面存档备份，存于）